# تلم أمامي وحشي للبصلة
التَّلِمُ الأَمامِيُّ الوَحْشِيُّ للبَصَلَة أو الثَّلِمُ البَطْنِيُّ الوَحْشِيُّ هو تَلِم بجانب النّخاع المُستطيل، وينبثق منه جُذَيْر العصب القِحفيّ الثاني عشر (العصب تحت اللسان).

## روابط خارجيّة
- https://web.archive.org/web/20070927162204/http://www.ib.amwaw.edu.pl/anatomy/atlas/image_02e.htm